# 1982 en aéronautique
Chronologie de l'aéronautique
- 1978
- 1979
- 1980
- 1981
- 1982
- 1983
- 1984
- 1985
- 1986

Cet article présente les faits marquants de l'année 1982 en aéronautique.

## Événements

### Janvier
- 8 janvier : l'Airbus A300 est le premier avion à fuselage large certifié pour être piloté par seulement deux personnes.
- 27 janvier : Cessna annonce la livraison de son 1 000e jet d'affaires.
- 28 janvier : premier vol de l'hélicoptère américain Hughes MD 500E.

### Février
- 3 février : accident d'un Nord 2501 Nordatlas de l'Armée de l'Air française sur le Mont Garbi dans la Région de Tadjourah a Djibouti entraînant la mort de 36 militaires français dont 29 du 2e régiment étranger de parachutistes[1].
- 19 février : premier vol de l'avion de ligne Boeing 757.

### Avril
- 2 avril : invasion des îles Malouines par les troupes argentines et début de la guerre contre le Royaume-Uni.
- 3 avril : premier vol de l'Airbus A310.
- 5 avril : les porte-avions britannique HMS Hermes et HMS Invincible appareillent pour les îles Malouines.
- 21 avril : deux Westland Wessex des forces expéditionnaires britanniques s'écrase sur l'île de Géorgie du Sud à cause du mauvais temps, les occupants sont récupérés par le troisième appareil.
- 25 avril : deux hélicoptères Lynx attaquent le sous-marin argentin Santa Fe près de l'île de Géorgie du Sud, obligeant son équipage à l'abandonner. Dans le même temps des Royal Marines sont déposés à terre et reconquièrent l'île.

### Mai
- 1er mai :
  - première mission de bombardement sur Port Stanley effectuée par des Vulcan B2 à partir de l'île de l'Ascension constituant la plus longue mission alors jamais effectuée;
  - première victoire aérienne d'un Sea Harrier qui détruit en combat aérien un Dassault Mirage IIIEA avec un missile AIM-9 Sidewinder;
  - un second Mirage III et un English Electric Canberra sont perdus par les forces argentines.

- 2 mai : des hélicoptères Lynx coule l'escorteur Comodoro Somellera et endommagent gravement le patrouilleur Alferez Sobral à l'aide des missiles Sea Skua.

- 4 mai :

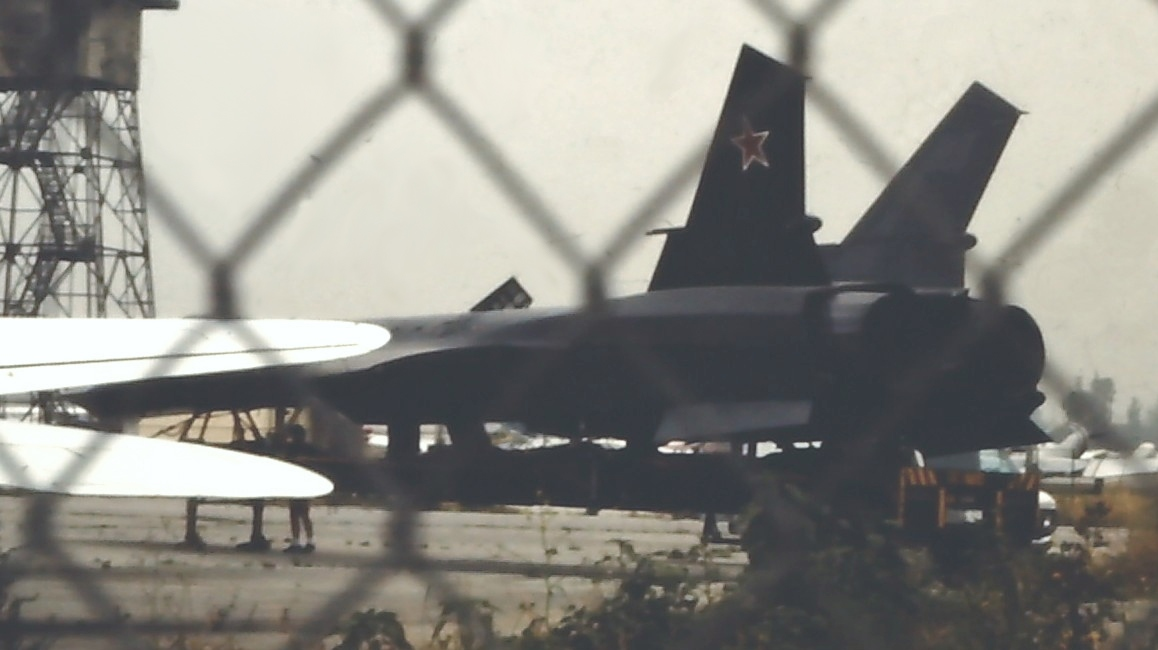
Photo prise à l'aéroport de Van Nuys, en Californie en mai 1982 de l'avion utilisé pour tourner le film Firefox, l'arme absolue, sorti la même année. Cet avion, dont la désignation renvoie au MiG-31 (code OTAN Foxhound), ressemble plus par le profil de sa coque au MiG-25 (code OTAN Foxbat) que rencontrèrent les pilotes américains des années soixante.

  - un Sea Harrier est abattu lors d'une attaque sur Port Stanley;
  - les Super Étendard argentins coulent le destroyer HMS Sheffield à l'aide d'un missile Exocet.
- 7 mai : deux Sea Harrier sont perdus probable à cause d'une collision.
- 13 mai : lancement de la mission Soyouz T-5 qui s'arrime à la station Saliout 7.
- 14 mai : trois A-4 Skyhawk argentin sont détruits au combat.

- 21 mai
  - des parachutistes et des commandos de Marine britannique prennent pied sur la partie oriental des Malouines;
  - les Sea King de la Royal Navy héliportent 407 tonnes de matériel et 520 hommes dans cette seule journée;
  - la frégate HMS Ardent est coulée par l'aviation argentine, qui perd ce jour-là 9 appareils.

- 24 mai : la frégate HMS Antelope explose et coule à la suite du dégât occasionné par l'aviation argentine.
- 25 mai : le destroyer HMS Coventry est coulé par des Skyhawk tandis que le porte-conteneurs Atlantic Conveyor lourdement endommagé par un Exocet tiré depuis un Super Étendard.

### Juin
- 14 juin :
  - les forces expéditionnaires argentines aux Malouines se rendent;
  - premier vol du Beechcraft Lightning.
- 24 juin : Jean-Loup Chrétien est le premier Français dans l'espace. Il accompagne la mission soviétique Soyouz T-6.

### Août

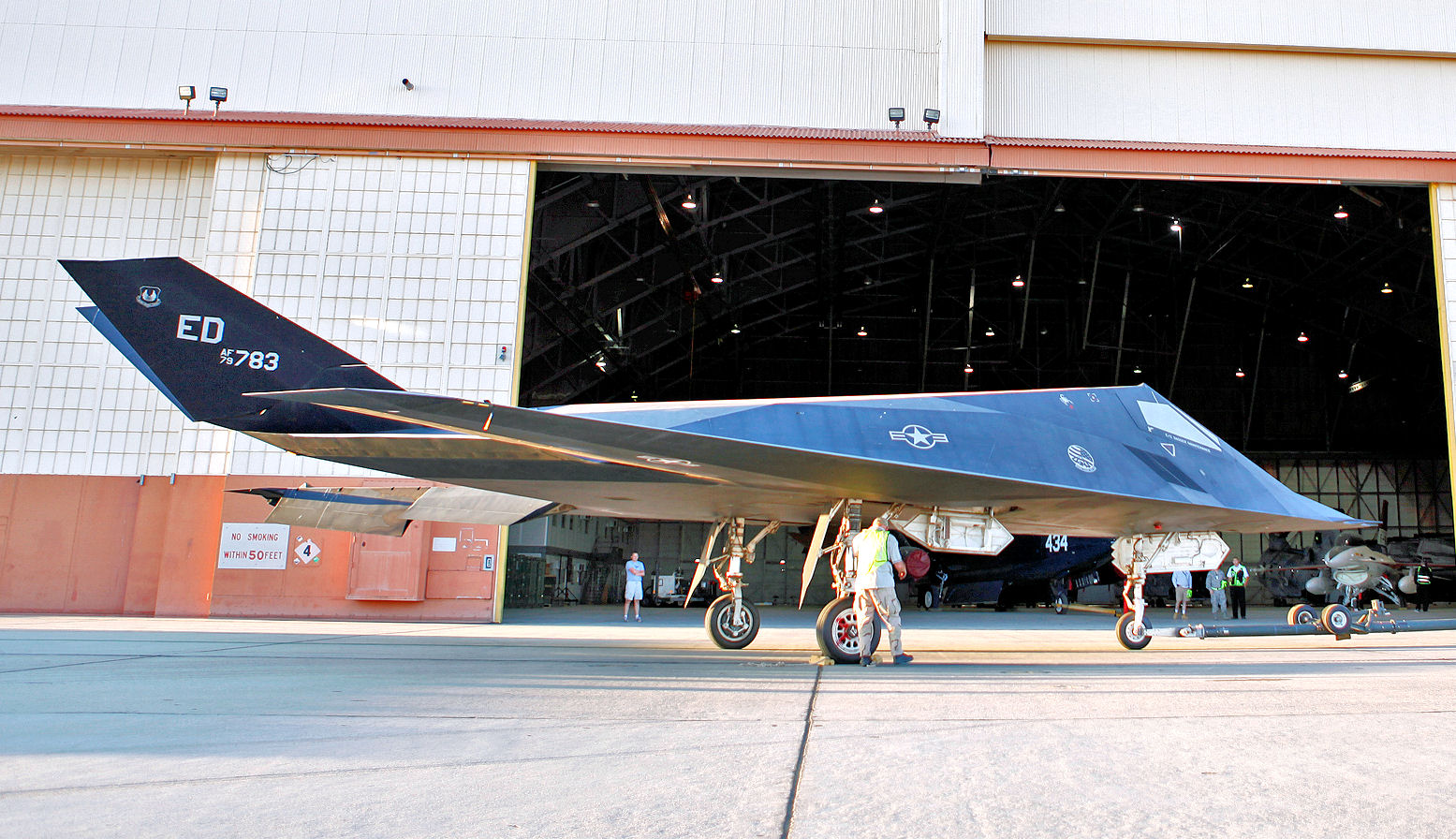
Un F-117, le premier avion de combat furtif opérationnel au monde.

- 23 août : livraison alors secrète du premier des 59 Lockheed Martin F-117 Nighthawk à l'United States Air Force.
- 30 août : premier vol de l'avion de chasse Northrop F-20 Tigershark[2].

### Septembre
- 25 septembre : premier vol de l'avion d'attaque Iliouchine Il-102.

### Novembre
- 10 novembre : premier vol de l'hélicoptère d'attaque soviétique Mil Mi-28.
- 11 novembre : premier lancement opérationnel pour une navette spatiale, Columbia qui place en orbite le satellite Anik-3.
- 20 novembre : premier vol du Mirage 2000 à Mérignac, par le pilote d'essai Guy Mittaux-Maurouard[3].

### Décembre
- 9 décembre : premier vol de l'avion américain Cessna 208 Caravan.
- 26 décembre : premier vol de l'avion de transport Antonov An-124.